# Савчин Мирон Петрович
Миро́н Петро́вич Са́вчин (нар. 7 липня 1937, с. Задвір'я, Львівська область) — український спортсмен, спелеолог. Майстер спорту з боксу (1962). Кандидат педагогічних наук (1977). Почесний член Української спелеологічної Асоціації (1994).

## Життєпис
Мирон Савчин народився 7 липня 1937 року в селі Задвір'ї, нині Красненської громади Золочівського району Львівської области України.
Закінчив Львівський державний інститут фізичної культури (1959, нині університет). Відтоді працює у Львівському державному інституті фізичної культури: доцент (1979), професор (2005) катедри фехтування, боксу та східних єдиноборств. 1955 — чемпіон України серед юнаків та молоді. 1963 — чемпіон України у важкій вазі. Науковий консультант дисертацій братів Кличків.
Був засновником (1963) і президентом Львівського клубу спелеологів «Циклоп». Перебуваючи на цій посаді він особисто відкрив на Поділлі одну з найбільших печер світу — Оптимістичну і протягом 22 років керував роботою українських і міжнародних експедицій по її вивченню. Зараз загальна протяжність лабіринтів цієї печери досягла 240 км, і вона займає друге місце в світі серед найдовших печер.
У 1989 році в складі першої української спелеологічної делегації відвідав багато карстових районів і найбільші печери США.

## Нагороди та відзнаки
- Почесний громадянин Борщівського району (2020)[5] та федеральних штатів США — Алабами і Південної Дакоти;
- почесні грамоти Географічного товариства СРСР.